# Dubois (Wyoming)
Dubois es un pueblo ubicado en el condado de Fremont en el estado estadounidense de Wyoming. En el año 2010 tenía una población de 971 habitantes y una densidad poblacional de 142.79 personas por km². Se encuentra a la orilla del curso alto del río Bighorn, afluente del Yellowstone que, a su vez, es afluente del Misuri.

## Geografía

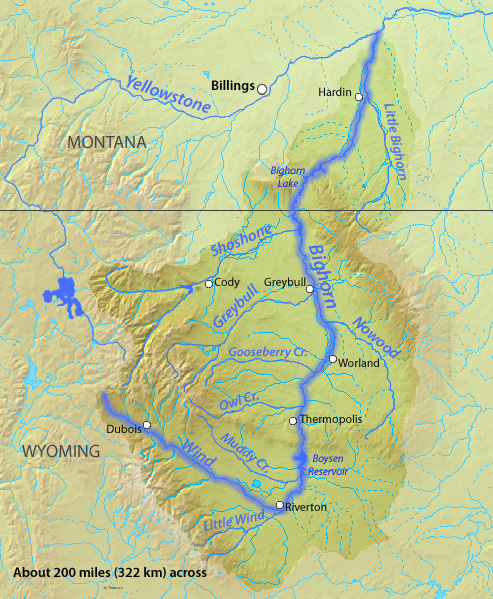
Ubicación de Dubois en un mapa de la cuenca del río Bighorn

Dubois se encuentra ubicado en las coordenadas 43°32′11.69″N 109°38′38.4″O / 43.5365806, -109.644000. Según la Oficina del Censo, la localidad tiene un área total de 6,8 km² (2,6 mi²), de la cual 6,7 km² (2,6 mi²) es tierra y 0 km² (0 mi²) (0.38%) es agua.

### Localidades adyacentes
El siguiente diagrama muestra a las localidades en un radio de 72 kilómetros (44,7 mi) de Dubois.

## Demografía
En el 2000 la renta per cápita promedia del hogar era de $28.194, y el ingreso promedio para una familia era de $28.125. El ingreso per cápita para la localidad era de $15.657. En 2000 los hombres tenían un ingreso per cápita de $28.125 contra $16.719 para las mujeres. Alrededor del 12.0% de la población estaba bajo el umbral de pobreza nacional.